# Seszemetka
Seszemetka – kobieta żyjąca podczas panowania I dynastii, żona faraona Dena.